# Fast Castle
Fast Castle ist die Ruine einer Spornburg in der schottischen Grafschaft Berwickshire (heute Teil der Council Area Scottish Borders). Die Ruine der ehemaligen Küstenfestung liegt etwa 6,5 Kilometer westlich des Dorfes Coldingham an der Nordseeküste, gerade außerhalb der St Abb’s Head National Nature Reserve. Fast Castle gilt als Scheduled Monument.

## Baubeschreibung
Fast Castle hatte zu seinen besten Zeiten einen Burghof und einen Donjon, der auf einem schmalen, geneigten Plateau mit einer Fläche von 27 Metern × 82 Metern über der Nordsee erbaut worden war. Bis zu 45 Meter hohe Klippen auf allen Seiten machten die Festung relativ schwer einnehmbar. Das Plateau war von einer Kurtine mit Türmen umgeben; der Donjon lag am nördlichen Ende der Landspitze. Man konnte die Festung nur über eine Zugbrücke über eine enge Schlucht erreichen, die durch eine Barbakane geschützt war. Heute sind von dem Donjon und den Burghofmauern nur noch die Fundamente erhalten sowie ein Abschnitt der nordöstlichen Mauer. Die Konstruktion der Festung ähnelte stark der von Dunnottar Castle in Aberdeenshire, aber Fast Castle ist kleiner. Das Meer konnte man durch ein Seilzugsystem mit Korb erreichen. Am Fuß der Klippen befindet sich eine Höhle, die den Bewohnern einst als Zugang zum Inneren gedient haben könnte.

## Geschichte
Es ist nicht klar, wann das erste Gebäude an dieser Stelle erbaut wurde, aber ihre leicht zu verteidigende Lage muss sie bereits für die ersten Bewohner der Gegend attraktiv gemacht haben. Es gibt Beweise für die Anwesenheit von Bewohnern der Eisenzeit. Im inselkeltischen Königreich Bryneich und seinem angelsächsischen Nachfolgestaat Bernicia nahm das Gelände eine zentrale Rolle ein.
Fast Castle wird 1333 erstmals urkundlich erwähnt. 1346 war das Gelände mit einer englischen Garnison belegt und diente als Basis für die Plünderung des umgebenden Landes. 1410 eroberte eine Streitmacht unter Führung von Patrick Dunbar, dem zweiten Sohn des 10. Earl of Dunbar and March, die Festung und setzte ihren Gouverneur, Thomas Holden, gefangen. Ihr neuer, schottischer Gouverneur, William Haliburton, konnte 1419 auch das Wark-on-Tweed Castle in Northumberland einnehmen.
Die Festung fiel in die Hände der Familie Home. 1503 beherbergten sie dort Margaret Tudor, die Tochter von Heinrich VII. auf dem Weg zu ihrer Hochzeit mit König Jakob IV. von Schottland. Nach der Niederlage der Schotten und dem Tod von König Jakob IV. in der Schlacht von Flodden Field 1513, in der zahlreiche Homes fielen, entbrannte ein Streit um die Macht zwischen Regent Albany und verschiedenen anderen Adligen, darunter auch Alexander Home, 3. Lord Home, Chamberlain of Scotland. Fast Castle wurde 1515 in diesem Chaos zerstört, Alexander Home wurde 1516 hingerichtet und seine Ländereien galten als verwirkt.
Die Festung war 1522 wieder aufgebaut, als die Ländereien der Homes an Alexanders Bruder, George Home, 4. Lord Home, zurückgegeben wurden. Während des Rough Wooing wurde die Festung von den Engländern 1547 erneut eingenommen, war aber beim Aufenthalt von Maria Stuart 1566 wieder in schottischer Hand. Madge Gordon, eine Witwe aus Coldingham, soll die Schotten zur Wiedereinnahme von Fast Castle aus englischer Hand angestiftet haben. Als die Burg wieder in Besitz der Homes war, weilte der englische Botschafter Nicholas Throckmorton als Gast von Alexander Home, 5. Lord Home, am 11. Juli 1567 auf der Festung, wo er „nach den Möglichkeiten des Ortes, der eher als Unterkunft für Gefangene, denn als solche für freie Menschen geeignet ist, sehr gut behandelt wurde; er ist sehr klein und sehr stark.“
Die Festung fiel an Sir Robert Logan of Restalrig über seine Mutter, eine Witwe von Lord Home. 1570 wurde sie erneut kurz von den Engländern eingenommen. Fast Castle war gut bewaffnet: Einige der Kanonen wurden während der englischen Intervention gegen die Unterstützer von Maria Stuart in den 1570er-Jahren nach Berwick-upon-Tweed verlegt. Diese Kanonen waren zwei Messing-Merlins und vier Falcons.
Sir Robert Logan war ein berüchtigter, liederlicher Tunichtgut, der in die Gowrie-Verschwörung zur Entführung des jungen Prinzen Jakob VI. verwickelt war. 1594 beauftragte Logan den bekannten Mathematiker (und als Hexenmeister verdächtigten) John Napier, auf Fast Castle nach Schätzen zu suchen. Er sollte „(…) sein Bestes tun, mit Fleiß und mit allem Geschick und Genie selbigen [den Schatz] suchen und ihn mit Gottes Hilfe zu finden, oder sicherstellen, dass ein solcher nicht vorhanden war“. Dafür sollte er ein Drittel der gefundenen Schätze erhalten. Es gibt aber keine Aufzeichnungen über irgendwelche Schätze, die er gefunden hätte. Logan starb 1606, seine Ländereien waren 1609 verwirkt, seine Leiche wurde exhumiert und vor Gericht gestellt.

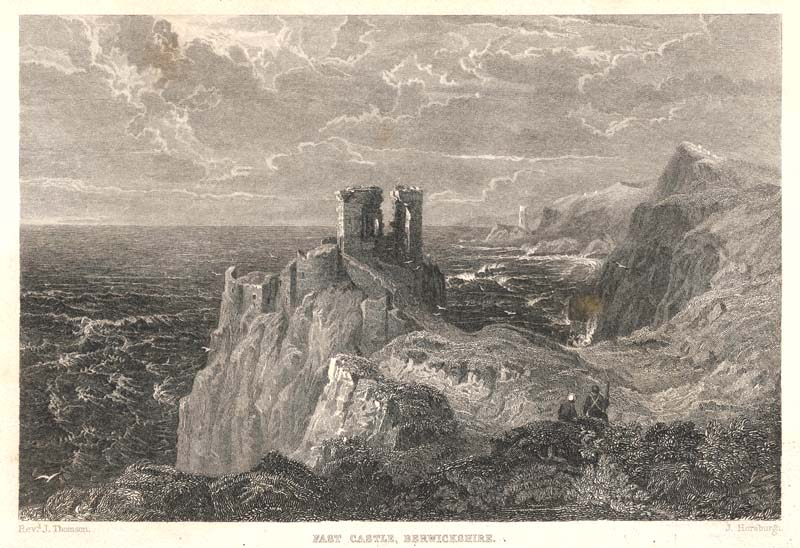
Gravierung von Fast Castle aus dem 19. Jahrhundert

Die Festung war damals bereits eine Ruine. Sie fiel kurzzeitig an die Familie Douglas, zurück an die Earls of Dunbar, dann die Familie Arnot, dann zurück an die Homes und schließlich an die Familie Hall.
Fast Castle ist über den benachbarten Bauernhof in Dowlaw zu erreichen; ein steiler Weg führt dorthin. Eine Betonbrücke ersetzte die frühere Zugbrücke. Von 1971 bis 1986 führte die Edinburgh Archaeological Field Society Ausgrabungen auf Fast Castle durch.
Fast Castle wurde ursprünglich „Fause Castle“ (deutsch: falsche Burg) genannt, weil dort in der Nacht Lichter aufgehängt wurden, um Schiffe fehlzuleiten. Kapitäne sahen die Lichter in der Dunkelheit und nahmen an, sie hätten einen sicheren Hafen erreicht, wurden aber auf die Felsen geleitet, wo Strandräuber warteten, die die Wracks ausplünderten.

## In der Literatur
Die Festung soll Sir Walter Scott zu seiner Abbildung des Wolf’s Crag in seiner 1819 geschriebenen Novelle The Bride of Lammermoor inspiriert haben. Sowohl Fast Castle als auch Logan of Restalrig tauchen in Nigel Tranters Trilogie historischer Novellen The Master of Gray auf. Die Festung wird auch in Tranters Mail Royal, einer Fortsetzung der früheren Trilogie, häufig erwähnt.